# Anduril
Anduril er i Ringenes Herre trilogien navnet på det forhenværende sværd, Narsil som blev ødelagt under et stort slag for menneskeheden. Sværdet Narsil blev derefter omsmedet, så det nu hedder Anduril. Sværdet Anduril bliver præsenteret i den sidste af Ringenes Herre bøgerne hvor den bliver båret af Aragorn søn af Arathorn.